# Assaria
Assaria és una població dels Estats Units a l'estat de Kansas. Segons el cens del 2000 tenia 438 habitants.

## Demografia
Segons el cens del 2000, Assaria tenia 438 habitants, 153 habitatges, i 123 famílies. La densitat de població era de 845,6 habitants per km².
Dels 153 habitatges en un 43,8% hi vivien nens de menys de 18 anys, en un 72,5% hi vivien parelles casades, en un 7,2% dones solteres, i en un 19% no eren unitats familiars. En el 15,7% dels habitatges hi vivien persones soles el 4,6% de les quals corresponia a persones de 65 anys o més que vivien soles. El nombre mitjà de persones vivint en cada habitatge era de 2,86 i el nombre mitjà de persones que vivien en cada família era de 3,23.
Per edats la població es repartia de la següent manera: un 32,4% tenia menys de 18 anys, un 7,1% entre 18 i 24, un 29,9% entre 25 i 44, un 20,3% de 45 a 60 i un 10,3% 65 anys o més.
L'edat mediana era de 35 anys. Per cada 100 dones de 18 o més anys hi havia 85 homes.
La renda mediana per habitatge era de 44.792 $ i la renda mediana per família de 45.833 $. Els homes tenien una renda mediana de 34.063 $ mentre que les dones 24.375 $. La renda per capita de la població era de 19.381 $. Cap de les famílies i l'1,9% de la població estaven per davall del llindar de pobresa.

## Poblacions més properes
El següent diagrama mostra les poblacions més properes.